# Avon (New York)
Pour les articles homonymes, voir Avon.
Ne doit pas être confondu avec Avon (village, New York).
Avon est une ville du comté de Livingston, dans l'État de New York, aux États-Unis,. En 2010, elle comptait une population de 7 164 habitants.

## Démographie
Lors du recensement de 2010, la ville comptait une population de 7 164 habitants. Elle est estimée, en 2018, à 6 828 habitants.